# العلاقات البرتغالية الصينية
العلاقات البرتغالية الصينية هي العلاقات الثنائية التي تجمع بين البرتغال والصين.

## مقارنة بين البلدين
هذه مقارنة عامة ومرجعية للدولتين:
| وجه المقارنة                                              | البرتغال                                                  | الصين                    |
| --------------------------------------------------------- | --------------------------------------------------------- | ------------------------ |
| المساحة (كم2)                                             | 92.21 ألف                                                 | 9.60 مليون               |
| عدد السكان (نسمة)                                         | 10.60 مليون                                               | 1.33 مليار               |
| الكثافة السكانية (ن./كم²)                                 | 114.95                                                    | 138.54                   |
| العاصمة                                                   | لشبونة                                                    | بكين                     |
| اللغة الرسمية                                             | اللغة البرتغالية، اللغة الميراندية                        | اللغة الصينية القياسية   |
| العملة                                                    | يورو، اسكودو برتغالي                                      | رنمينبي                  |
| الناتج المحلي الإجمالي (بليون دولار)                      | 217.57 مليار                                              | 12.24 تريليون            |
| الناتج المحلي الإجمالي (تعادل القوة الشرائية) بليون دولار | 307.82 مليار                                              | 19.82 تريليون            |
| الناتج المحلي الإجمالي الاسمي للفرد دولار أمريكي          | 19.22 ألف                                                 | 8.03 ألف                 |
| الناتج المحلي الإجمالي للفرد دولار أمريكي                 | 28.76 ألف                                                 | 13.21 ألف                |
| مؤشر التنمية البشرية                                      | 0.830                                                     | 0.728                    |
| رمز المكالمات الدولي                                      | +351                                                      | +86                      |
| رمز الإنترنت                                              | .pt                                                       | .cn، .中国 ‏، .中國 ‏      |
| المنطقة الزمنية                                           | توقيت غرب أوروبا، توقيت غرب أوروبا الصيفي، أوروبا/لشبونة ‏ | توقيت الصين، ت ع م+08:00 |

## مدن متوأمة
في ما يلي قائمة باتفاقيات التوأمة بين مدن برتغالية وصينية:
- ترتبط بورتو مع شانغهاي باتفاقية توأمة منذ 1984.
- ترتبط كاشكايش مع ووشي باتفاقية توأمة.
- ترتبط فارو مع ماكاو باتفاقية توأمة.
- ترتبط ليريا مع تونغلينغ باتفاقية توأمة.
- ترتبط قلمرية مع ماكاو باتفاقية توأمة منذ 1988.
- ترتبط أفيرو مع بانيو، غوانجو باتفاقية توأمة.
- ترتبط لشبونة مع ماكاو باتفاقية توأمة منذ 28 سبتمبر 1992.

## منظمات دولية مشتركة
يشترك البلدان في عضوية مجموعة من المنظمات الدولية، منها:
| علم المنظمة | اسم المنظمة                               | تاريخ انضمام البرتغال | تاريخ انضمام الصين |
| ----------- | ----------------------------------------- | --------------------- | ------------------ |
|             | بنك التنمية الآسيوي                       | 2002                  | 1986               |
|             | وكالة ضمان الاستثمار متعدد الأطراف        | 6 يونيو 1988          | 30 أبريل 1988      |
|             | الأمم المتحدة                             | 14 ديسمبر 1955        | 25 أكتوبر 1971     |
|             | الفريق المعني برصد الأرض                  | ?                     | ?                  |
|             | منظمة حظر الأسلحة الكيميائية              | ?                     | ?                  |
|             | منظمة التجارة العالمية                    | ?                     | 11 ديسمبر 2001     |
|             | منظمة الشرطة الجنائية الدولية             | ?                     | ?                  |
|             | البنك الإفريقي للتنمية                    | ?                     | ?                  |
|             | مؤسسة التنمية الدولية                     | 29 ديسمبر 1992        | 24 سبتمبر 1960     |
|             | يونسكو                                    | 11 مارس 1965          | 4 نوفمبر 1946      |
|             | الاتحاد البريدي العالمي                   | ?                     | ?                  |
|             | البنك الدولي للإنشاء والتعمير             | 29 مارس 1961          | 27 ديسمبر 1945     |
|             | المنظمة الهيدروغرافية الدولية             | ?                     | ?                  |
|             | الاتحاد الدولي للاتصالات                  | 1866                  | 1 سبتمبر 1920      |
|             | مؤسسة التمويل الدولية                     | 8 يوليو 1966          | 15 يناير 1969      |
|             | المركز الدولي لتسوية المنازعات الاستشارية | 1 أغسطس 1984          | 6 فبراير 1993      |
|             | مجموعة الموردين النوويين                  | ?                     | ?                  |

## وصلات خارجية
- موقع وزارة الخارجية البرتغالية
- موقع وزارة الخارجية الصينية